# Jacques Tuset
 (décembre 2023).
Il peut être nécessaire de l'améliorer pour respecter le principe de neutralité de point de vue. Veuillez consulter la page de discussion pour plus de détails.

Jacques Tuset, né le 22 décembre 1963 à Lyon, est un nageur français spécialiste de la nage en eau libre et du sauvetage côtier.

## Biographie
À 5 ans, Jacques Tuset commence à nager dans le port de Canet (Pyrénées-Orientales) : « J'habitais déjà en bord de mer, mon père m'a appris à nager très tôt, c’était une question de sécurité ». À 8 ans et demi, il effectue sa première traversée à la nage dans le port de Canet sur une distantes de 800 mètres en pleine mer,.
Tout en travaillant à la SNCF, il est responsable de la commission eau libre au sein du comité régional de natation en Languedoc-Roussillon de 1996 à 2008. Il est président du club Aqualove Sauvetage (FFSS) sur Montpellier de 2007 à 2019. Directeur du club Nage Evasion (FFN) dont il est le fondateur depuis 2019. Représentant de la Channel Swimming Association (CSA) pour la France. Ancien international de natation et membre du Montpellier Agglo. Natation U.C. de 1992 à 2015. Référent pour la nage en eau froide auprès de la Fédération Française de Natation (FFN) depuis 2019.
En 2002, Jacques Tuset réalise la traversée de la Manche dans des conditions les plus extrêmes. Il lui faut 12 h 40 dans l’eau pour relier la France en partant de l’Angleterre et parcourir les 33 kilomètres dans des conditions dantesques, en luttant contre les vagues, le vent, les marées, les méduses, les ferries, le mazout et le froid. À l'arrivée, il reçoit le trophée Van Hooren, dédié au nageur ayant réussi dans les plus mauvaises conditions,. Durant cette année, il termine 3e des championnats de France du 25 km en eau libre (FFN).
En 2005, il est 2e des championnats de France avec palmes sur 20 km (FFESSM) et 1er des championnats de France de sauvetage côtier « épreuve de nage - surf race » (FFSS).
En 2015 et 2017, il figure parmi les 50 nageurs eau libre les plus aventureux au monde selon le magazine « World Open Water Swimming ».
En 2018, il est intronisé dans le prestigieux « International Marathon Swimming Hall Of Fame » (IMSHOF) au côté des plus grands nageurs eau libre de la planète,. Auparavant, seulement deux Français ont inscrit leurs noms dans ce « panthéon de la discipline », Anne Chagnaud en 1998 et Stéphane Lecat en 2007.
En 2019, il reçoit la médaille de bronze de la jeunesse, des sports et de la vie associative pour son investissement en tant que sportif et bénévole depuis plus de 40 ans. 
En 2022, il a effectué plus de 450 traversées à la nage à travers le monde.
Ses objectifs :
- participer aux  marathons et raids à la nage (sans palmes, ni combinaison) les plus connus en Europe ;
- relier à la nage les plus célèbres îles-prisons dans le monde jusqu’au continent le plus proche.

## Marathons eau libre de plus de 10 km
Il s’agit de courses en mer, lac ou rivière supérieures à 10 km où plusieurs nageurs prennent le départ en même temps et effectuent le même parcours. Ce type de course fait l’objet d’une organisation soumise à une règlementation, régie de nos jours essentiellement par les règles de la Fédération Internationale de Natation Amateur.
- 1992,   : Traversée du lac Léman de Lausanne à Evian, 12 km[13] ;
- De 2000 à 2002,  : Championnats de France eau libre du 25 km[13] ;
- 2001,  : Marathon international du golfe de Messénie de Koroni à Kalamata, 30 km[13] ;
- 2006,  : Traversée du détroit de Corfou de Sagiada à Corfou, 21 km[13] ;
- 2009,  : Traversée du lac de Zurich de Raperswilen à Zurich, 26,4 km[11] ;
- 2010,  : Le trophée des 3 îles au Lac de Cepoy, 15 km[13] ;
- 2010,  : Marathon de Cologne, 12 km[13] ;
- 2010,  : Marathon international du golfe de Maliakos, 11 km[13] ;
- 2010,  : Marathon d'IJsselmeer de Stavoren à Medemblik, 22 km[11] ;
- 2011,  : Traversée du lac d'Orta, 13 km[13] ;
- 2012,  : Marathon du golfe Capri-Naples (Baie de Naples), 36 km[13] ;
- 2012,  : Marathon du Golfe Toronéen de Kallithéa à Nikíti, 26 km[11] ;
- 2012,  : Malte-Gozo-Malte, 11 km[11] ;
- 2013,  : Des îles Medes aux îles Formigues, 22,3 km[13] ;
- 2013,  : Lac de Vassiviere, 15 km[13] ;
- 2013,  : Ultra-marathon de l'Ebre, 30,8 km[11] ;
- 2014,  : Marathon Jarak-Šabac, 19 km ;
- 2014,  : Vidösternsimmet Värnamo, 21,5 km ;
- 2014,  : Le raid du Levant, 23 km ;
- 2015,  : Marathon aquatique Tabarca - Alicante, 22 km ;
- 2015,  : Le Défi des Îles, relier les 3 îles Porquerolles, Port-Cros et Le Levant 22 km[14] ;
- 2016,  : La Batalla de Rande dans la baie de Vigo, 27 km.

## Raids eau libre
Il s’agit d’exploits sportifs effectués individuellement sur des distances plus ou moins importantes et/ou souvent dans des conditions difficiles. Le nageur doit souvent lutter contre le froid, les courants, la vie marine, le trafic maritime… Le règlement de référence utilisé lors des raids est celui établi par la Channel Swimming Association, organisme fondé en 1927 et habilité à valider les traversées de la Manche.
- 2002,   : Traversée de la Manche[5] (trophée Van Hooren) en 12 h 40, 33 km[7] ;
- 2004,   : 1er français à traverser le détroit de Gibraltar, 15 km[2] ;
- 2005,  : Tour de Manhattan à la nage, 46 km[13] ;
- 2006,  : Traversée de Paris à la nage pour faire connaître une maladie génétique rare : la Choroïdérémie, 12 km[13] ;
- 2009,  : Traversée de Fort Boyard à La Rochelle à la nage pour faire connaître une maladie génétique rare : la Choroïdérémie, 20 km[2] ;
- 2011,  : Traversée de la côte Vermeille à la nage d'Argelès-sur-Mer à Cerbère pour faire connaître une maladie génétique rare, 18 km[13] ;
- 2013,  : Ar-Men Raid, traversée à la nage du phare d'Ar-Men au feu de Tévennec pour une association de sauvegarde des phares et balises, la SNPB, 15 km[13] ;
- 2013,   : 1er français à traverser le Beltquerung (de), 21 km[2] ;
- 2014,  : Traversée du détroit de Cabrera à la nage entre l'île de Cabrera et Sa Rapita à Majorque, 25 km ;
- 2015,   : 1er français à traverser la Manche entre Jersey et la France, 24 km[5] ;
- 2015,  : Raid du Fromveur, une traversée à la nage des phares de Kéréon à celui de La Jument pour l'association de sauvegarde des phares du Ponant, 8 km ;
- 2016,  : Traversée de l'île St-Joseph (îles du Salut) jusqu'à Kourou en Guyane[11] pour faire connaître une maladie génétique rare : la Choroïdérémie, 13,4 km ;
- 2016,  : Le Raid de la pointe du Millier, une traversée à la nage de la Maison Phare de Morgat jusqu'à la maison Phare du Millier pour l'association « Phare en Cap », 14 km[16] ;
- 2017,  : Traversée du golfe d’Asinara depuis l'île d'Asinara jusqu'à Porto Torres (Sardaigne), 21 km ;
- 2019,  : Tour de Manhattan à la nage, 47 km ;
- 2020,  : Traversée du phare de Cordouan à Royan pour faire connaître une maladie génétique rare : la Choroïdérémie, 12km ;
- 2021,  : Traversée de Noirmoutier à Pornic, 14km;
- 2022, : D'Alcatraz à San Quentin (Prison to prison swim), 15km;
- 2022 : Le Raz Blanchard à la nage (Alderney - France), Le Raz Blanchard (The Race pour les anglo-saxons) est réputé pour avoir les plus forts courants d'Europe, une traversée en faveur de la SNSM de Goury et France Choroïdérémie, 17km.

## Les «Prison Island Swims»
Il s’agit de relier à la nage de célèbres prisons basées sur des îles au continent le plus proche. Au XXe siècle et même avant certaines îles-prisons permettaient d’isoler les prisonniers politiques ainsi que les détenus les plus infâmes. Au XXIe siècle, ces condamnés ont cédé leur place aux touristes. Ces anciens sites de détention deviennent un véritable défi pour les nageurs désirant se confronter à de forts courants, des vents violents et la vie marine. 
- 1999,  : De l'île d'Oléron jusqu'à La Tremblade, 3 km ;
- 2000,  : D'Alcatraz jusqu'à l'Aquatic-Park de San Francisco, 2,4 km dans une eau à 12 °C[17] ;
- 2003,  : Du Château d'If jusqu'au Prado à Marseille (le défi Monte-Cristo), 5 km[4],[13] ;
- 2006,  : De Sagiada jusqu'à la forteresse de Corfou, 22 km ;
- 2009,  : Du Fort-Boyard jusqu'à la plage des Mînimes à La Rochelle, 20 km ;
- 2012,  : De Capri (Chartreuse de St-Jacques) jusqu'à Naples, 36 km ;
- 2014,  : De Robben Island jusqu'à Big-Bay au Cap, 7,5 km dans une eau à 12 °C[17] ;
- 2014,  : De Cabrera jusqu'à Sa Rapita à Majorque, 25 km ;
- 2014,  : De Långholmen à Stockholm, 50 m ;
- 2014,  : De Spike Island jusqu'à Cobh, 1,8 km dans une eau à 14,5 °C ;
- 2014,  : De l'île du Levant jusqu'à Hyères, 25 km[11] ;
- 2014,  : De l'île Sainte-Marguerite jusqu'à Cannes, 1,3 km[18] ;
- 2015,  : De Cottesloe à Perth jusqu'à l'île de Rottnest, 19,7 km ;
- 2015,  : De Tabarca à Alicante, 22 km ;
- 2015,  : Du Fort de Brescou jusqu'au Cap d'Agde, 2,5 km ;
- 2015,  : Du Château du Taureau jusqu'à Carantec, 2 km ;
- 2015,  : Du Fort National jusqu'à St-Malo, 0,150 km ;
- 2015,  : De Dakar à l'île de Gorée, 5,2 km ;
- 2016,  : De l'île Saint-Joseph jusqu'à Kourou en Guyane, 13,4 km[19] ;
- 2016,  : De l'île de San Simón à Cesantes, 400 m ;
- 2016,  : De l'île des Femmes jusqu'au port (Sicile), 1 500 m ;
- 2016,  : De l'Île de Drake jusqu'à Archway à Plymouth, 750 m ;
- 2016,  : Du fort de Spitbank jusqu'à une plage de Gosport, 3 km ;
- 2016,  : De l'île de Mogador jusqu'à Essaouira, 2 km ;
- 2017,  : De l'île de la Cité (La Conciergerie) à Paris, 0,050 km ;
- 2017,  : De l'île Tatihou à Saint-Vaast-la-Hougue, 2 km ;
- 2017,  : De l'île du large Saint-Marcouf à Quinéville, 10 km[3],[20] ;
- 2017,  : de Spinalonga à Plaka (Crète), 1 300 m ;
- 2017,  : De l'île d'Asinara à Porto Torres (Sardaigne), 21 km ;
- 2017,  : De la forteresse de Bourdzi à Nauplie, 500 m ;
- 2018,  : De Makronissos à Lavrio, 4 km ;
- 2018,  : D'Angel Island à Kirby Cove (Marin Headlands) en passant sous le pont du Golden Gate à San Francisco, 10 km ;
- 2018,  : De Belle-Île à Quiberon, 15 km[21] ;
- 2018,  : De l'île Pelée à Cherbourg, 2 km ;
- 2018,  : Du Palais de l'île à Annecy, 0,030 km ;
- 2018,   : Du Château de Chillon à Saint-Gingolph, 10 km ;
- 2019,  : Des îles Chausey à Granville, 17 km ;
- 2019,  : De Hart Island à New York, 1 000 m ;
- 2019,  : De Davids Island à New York (en), 800 m.
- 2021,  : De l'île d'Aix (Fort Liedot) jusqu'à Fouras, 7 km ;
- 2021,  : Du Fort Madame jusqu'à Fouras, 3,2 km ;
- 2021,  : Du Fort Enet jusqu'à Fouras, 4,2 km ;
- 2021,  : De l'île de Mamula jusqu'à Lustica, 1 km ;
- 2021,  : De l'île de Grmozur jusqu'à Virpazar, 5,2 km ;
- 2021,  : De l'île de Noirmoutier (Le Blanc Château) jusqu'à Pornic, 14 km ;
- 2022,  : Castel dell Ovo jusqu'à Naples, 0,150 km ;
- 2022, Alderney  : De l'île d'Alderney jusqu'à Goury, 17 km ;
- 2022,  : Château Aragonais jusqu'à Ischia, 3 km ;
- 2022,  : De l'île de Procida (Palais d'Avalos) jusqu'à Ischia, 0,150 km ;

## Ice ou Winter Swimming
Cela correspond aux épreuves de natation en milieu naturel effectuées dans une eau comprise entre 0 et 9 °C sans combinaison.
- 1998,  : Coupe de Noël à Genève, 125 m (5 °C)[17]
- 2016,  : Pyrénéen Ice Swimming Festival à Puigcerdà, 450 m (4 °C)[17],[22] ;
- 2016,  : Gulf Stream Sports Festival Murmansk, 1 200 m (8 °C)[17] ;
- 2017,  : Championnat du Monde Ice Swimming Burghausen, 1 000 m (2,8 °C)[17].

## Galerie

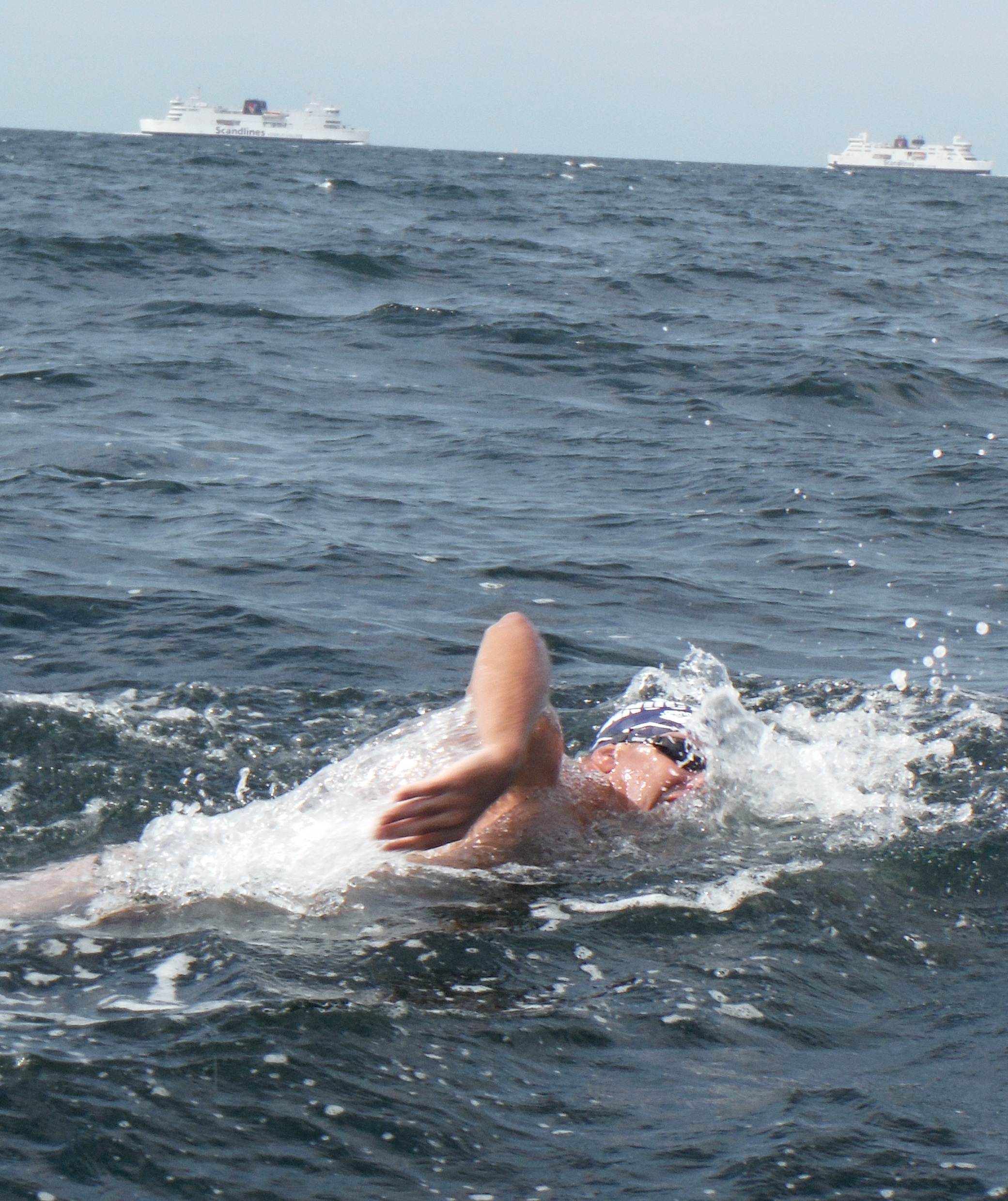
Traversée de 21 km du détroit du Beltquerung en 2013,  → .
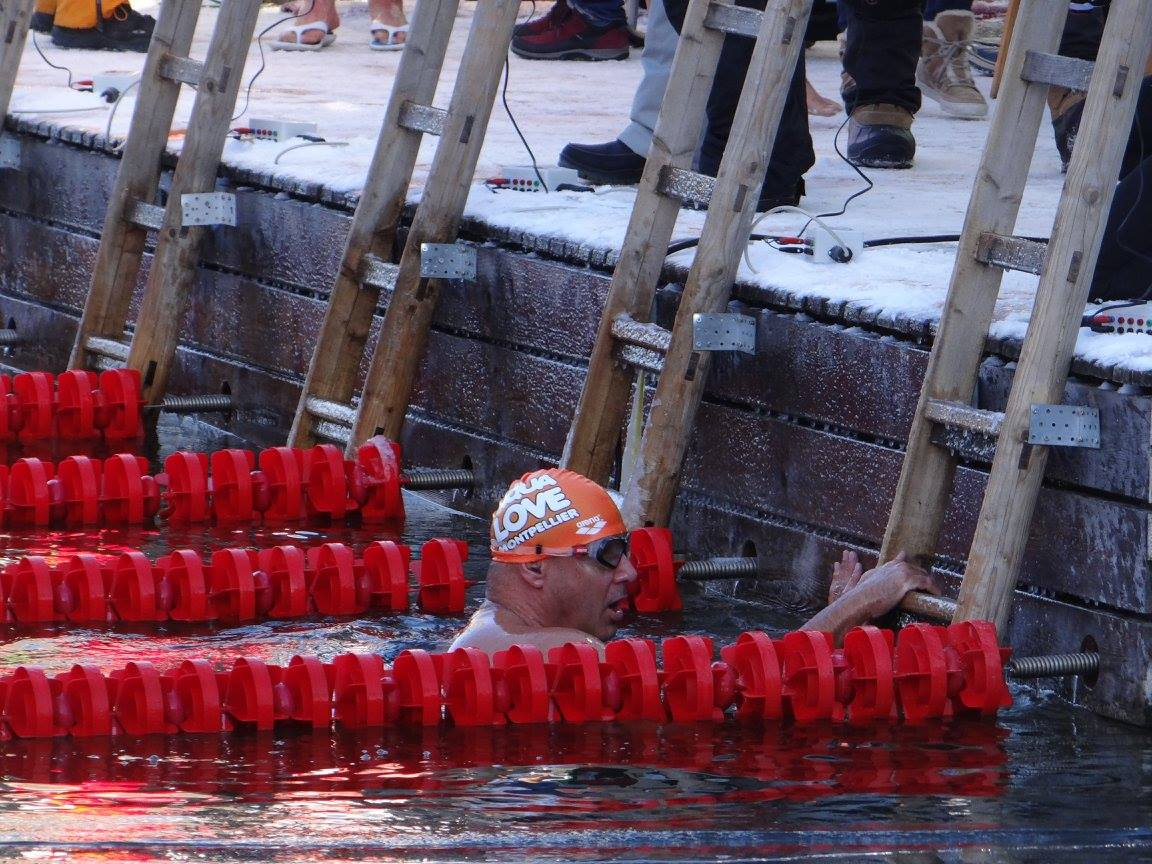
Championnat du Monde Ice Swimming 2017.
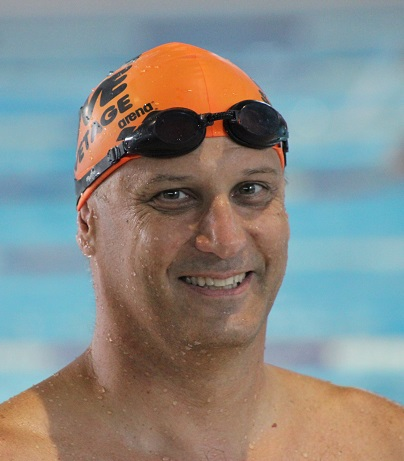
Portrait du nageur de l'extrême en 2014.

## Publications
- 2021 - Libre comme l'eau, The Book Edition,  Lille  (ISBN 9791069973008)